# Fyrtårnet
|  | Ikke at forveksle med Fyrtårnet (film fra 1999). For filmrollen Fyrtårnet se Carl Schenstrøm. |
Fyrtårnet er en dansk kortfilm fra 2002 instrueret af Anni L. Qvist og David W. Toldsted.

## Handling
Denne artikel mangler et handlingsreferat. Hjælp os med at skrive det.

## Medvirkende
- Jens Brygmann, Edgar
- Henning Palner, Kristian Faber